# Lirich
Lirich ist ein Stadtteil im Westen des Oberhausener Stadtbezirks Alt-Oberhausen, zählte am 31. Dezember 2023 15.509 Einwohner und hat eine Größe von ca. 3,40 km². In Lirich-Süd lag die 1850 abgeteufte Zeche Concordia, auf deren Gelände heute u. a. das Bero-Einkaufszentrum liegt.

## Lage
Lirich liegt im Südwesten Oberhausens, im Westen des Stadtbezirks Alt-Oberhausen. Die Grenze nach Norden zu Buschhausen bildet größtenteils der Rhein-Herne-Kanal, wobei der Westfriedhof noch zu Lirich zählt. Im Nordosten trennt die Bahnstrecke Oberhausen–Arnhem Lirich vom Kaisergarten und vom Marienviertel, im Südosten trennt die Bahnstrecke Duisburg–Dortmund Lirich von der Oberhausener Innenstadt. Im Süden bildet die Alleestraße die Grenze zwischen Lirich-Süd und Alstaden.
Nach Westen hin trennen die Autobahn A3, der Kanal sowie die Niebuhrstraße Lirich von Meiderich.

## Geschichte
Die erste urkundliche Erwähnung Lirichs geht auf das Jahr 972 zurück. Es lag bis zur Mitte des 19. Jahrhunderts in einer Heidelandschaft, durch die die Emscher floss. Die Bauerschaft Lirich bestand zu der Zeit nur aus wenigen Höfen (Wilmshof, Bonnemannshof, Uhlenbrockshof, Heyermannshof, Wüllenweberhof, Baumeisterhof, Hagemannshof). Lirich bildete zusammen mit Lippern die Keimzelle der am 1. Februar 1862 gegründeten Gemeinde Oberhausen. Der Ort gehörte bis zu diesem Zeitpunkt zur Bürgermeisterei Borbeck. 1850 wurde die Zeche Concordia gegründet und in den folgenden Jahren bis zur Schließung im Jahre 1968 erweitert. Die Zeche selber aber auch der Wohnungsbau der Zechengesellschaft sowie die Ansiedlung von kohleverarbeitenden Industrieanlagen haben Lirich deutlich geprägt. Die Bevölkerung wuchs rasch an und die Heidelandschaft wurde zunehmend bebaut. Parallel zum Bau des Rhein-Herne-Kanals wurde zu Beginn des 20. Jahrhunderts die im Norden Lirichs verlaufende Emscher reguliert und kanalisiert, wodurch sich die Lebensbedingungen im bis dato von der Stadtplanung vernachlässigten Arbeiterviertel verbesserten.
Nach der Zechenschließung hat der Stadtteil abermals einen rapiden Wandel vollzogen. Die Spuren der Zeche sind nur noch punktuell in Lirich zu finden. Den Platz der Industrieanlagen haben beispielsweise das Bero-Einkaufszentrum, das Zentrum Altenberg und das Rheinische Industriemuseum, Gewerbeansiedlungen und Grünflächen eingenommen.

## Statistik
Zum 31. Dezember 2018 lebten 15.196 Einwohner in Lirich, davon 8.140 Einwohner im statistischen Bezirk Lirich-Süd und 7.056 Einwohner im statistischen Bezirk Lirich-Nord.

### Statistik Lirich-Süd
Struktur der Bevölkerung:
- Minderjährigenquote: 20,9 % (Oberhausener Durchschnitt: 15,8 %)[4]
- Altenquote: 17,1 % (Oberhausener Durchschnitt: 21,6 %)[5]
- Ausländeranteil: 28,1 % (Oberhausener Durchschnitt: 15,4 %)[6]
- Arbeitslosenquote: 13,7 % (Oberhausener Durchschnitt: 7,8 %)[7]

### Statistik Lirich-Nord
Struktur der Bevölkerung:
- Minderjährigenquote: 17,6 % (Oberhausener Durchschnitt: 15,8 %)[8]
- Altenquote: 16,7 % (Oberhausener Durchschnitt: 21,6 %)[9]
- Ausländeranteil: 17,1 % (Oberhausener Durchschnitt: 15,4 %)[10]
- Arbeitslosenquote: 8,7 % (Oberhausener Durchschnitt: 7,8 %)[11]

## Religion

### Evangelische Kirchengemeinde

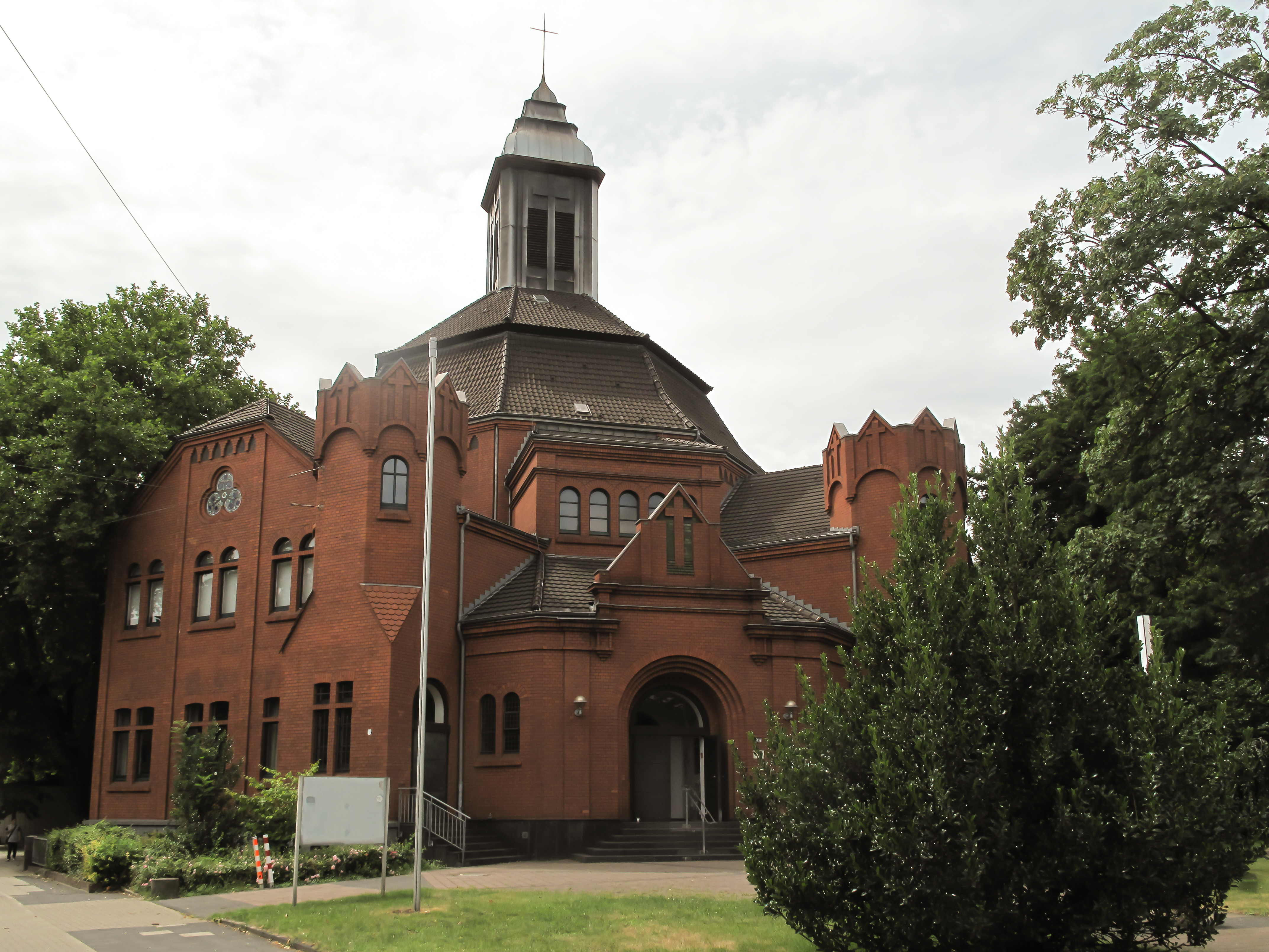
Evangelische Pauluskirche

In Lirich befindet sich die evangelische Pauluskirche.
Im Jahr 2007 hat sich die Evangelische Paulus-Kirchengemeinde mit der Evangelischen Kirchengemeinde Alstaden und der Evangelischen Kirchengemeinde Buschhausen zur Evangelischen Emmaus-Kirchengemeinde Oberhausen zusammengeschlossen.
Seitdem bildet sie die Gemeindekirche des Gemeindebereichs Lirich, der gesamt Lirich wie auch nördliche Teile von Alstaden umfasst.

### Katholische Kirchengemeinde
Lirich-Nord sowie der Großteil von Lirich-Süd gehören zur katholischen Gemeinde St. Katharina, die seit der Umgestaltung der Pfarreien im Bistum Essen im Jahr 2008 zur Pfarrei St. Marien Oberhausen-Mitte gehört.
Die erste Katharinenkirche ist 1888 erbaut worden, im Jahre 1929 folgte die zweite Katharinenkirche.
Von 1979 bis 1982 wurde die dritte Katharinenkirche errichtet, welche seitdem die jüngste Gemeindekirche auf Oberhausener Stadtgebiet ist.
Der Süden von Lirich-Süd (unterhalb der Würpembergstraße) gehörte seit 1790 zunächst zur Mülheimer Pfarre St. Marien, seit 1889 dann zur Pfarrei St. Joseph Styrum. 1892 wurde der Süden Lirichs und der Norden Alstadens mit der Oberhausener Innenstadt der neugegründeten Pfarrei Herz Jesu zugeschlagen, Alstaden-Nord und der äußerste Süden Lirichs wurden hierbei zum Pfarrbezirk Heide erhoben, der 1918 seine eigene Kirche, St. Peter Alstaden, erhielt.
1920 wurde St. Peter zur eigenen Pfarrei erhoben, die dann 2008 mit St. Antonius Alstaden zur Großgemeinde St. Antonius zusammengelegt worden ist.
Diese ist Pfarrbezirk der Pfarrei Herz Jesu Oberhausen-Mitte.

## Infrastruktur

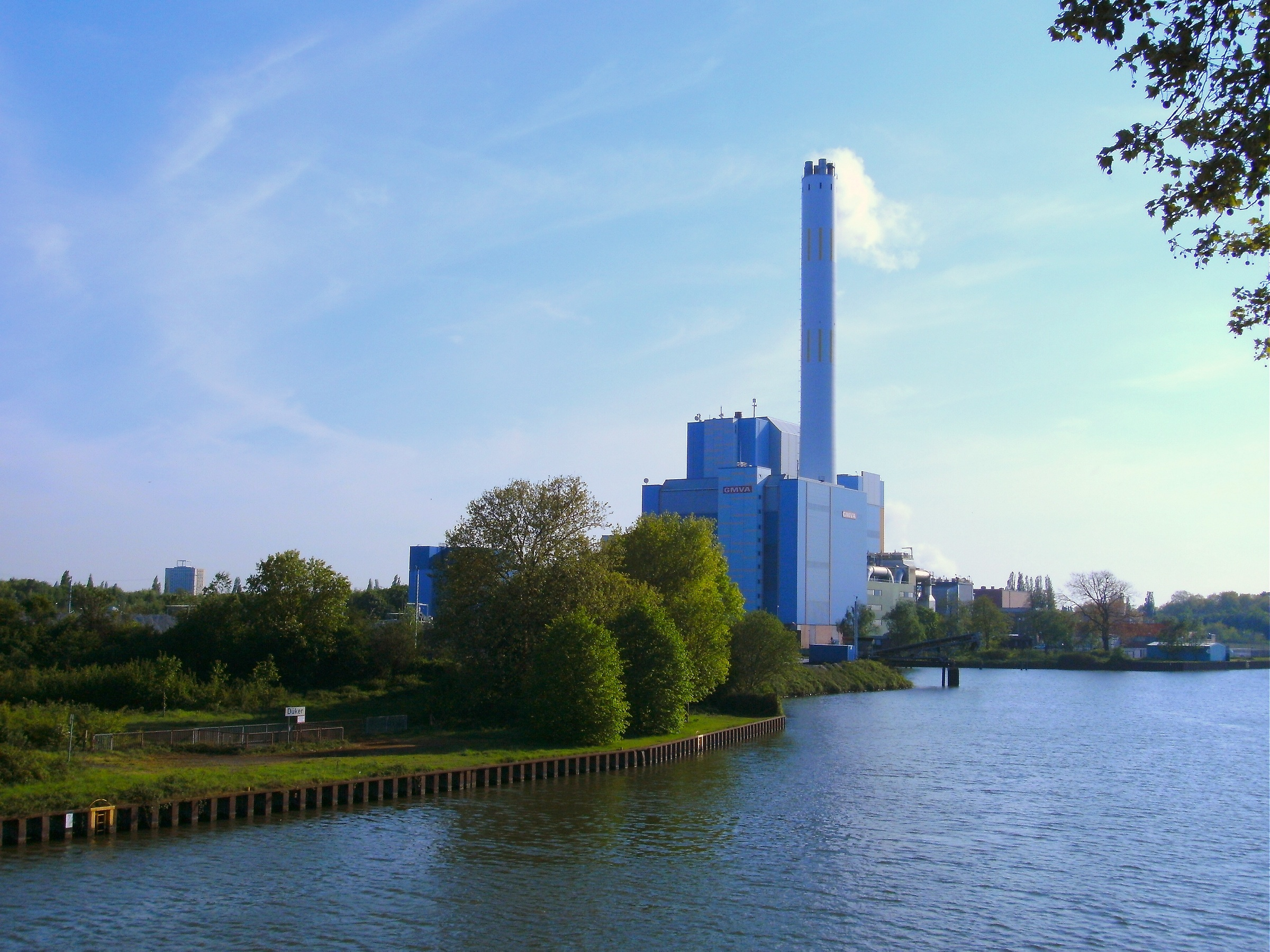
GMVA am Rhein-Herne-Kanal

Lirich liegt verkehrsgünstig zwischen der Bundesautobahn 3 mit deren Auffahrt OB-Lirich im Westen und dem Oberhausener Hauptbahnhof im Osten. Durch die Nähe zum Hauptbahnhof ist Lirich an fast alle Oberhausener Nahverkehrslinien angeschlossen. Durch den Stadtteil führen die Buslinien SB91, SB93, SB94, SB97, SB98, 935, 939, 955, 957, 961, 976 und 995 des Verkehrsverbundes Rhein-Ruhr. Durch den Güterbahnhof Oberhausen West und die daran anschließenden Bahnstrecken wird der Stadtteil diagonal von Nordost nach Südwest geteilt. Das citynähere und wesentlich dichter besiedelte Quartier Lirich-Süd ist von stärkeren strukturellen Umbrüchen und sozialen Problemen geprägt als Lirich-Nord. Mit der Aufnahme Lirichs in das Programm „Soziale Stadt NRW“ Ende 2002 wurde das Stadtteilprojekt Lirich eingerichtet, in dessen Rahmen eine integrierte Stadtteilerneuerung verfolgt wird.
An der nordwestlichen Grenze Lirichs liegt der mit einer Fläche von 35 Hektar größte kommunale Friedhof Oberhausens (Westfriedhof), der 1891 angelegt und mehrfach erweitert wurde. Er wird heute begrenzt durch die Autobahn A3 im Westen und den Rhein-Herne-Kanal im Südosten. Am nordöstlichen Rand des Stadtteils befindet sich die Gemeinschaftsmüllverbrennungsanlage (GMVA) Oberhausen.